# エリスロポエチン
エリスロポエチン（英語: erythropoietin; 略称: EPO）とは、赤血球の産生を促進する造血因子の一つ（ホルモンともサイトカインとも）。分子量は約34000、165個のアミノ酸から構成されている。血液中のエリスロポエチン濃度は、貧血、多血症などの鑑別診断に用いられる。腎性貧血の治療に主に使用されているが、ドーピングにも使用され問題となっている。

## 概要
主に腎臓の尿細管間質細胞で生成され、補助的に肝臓でも作られる。多くが腎臓で産生されていることから、慢性腎不全等の腎機能低下状態になると、エリスロポエチンの不足により腎性貧血に陥る。なお、近年までEPOの産生部位について議論があり、傍糸球体装置や近位尿細管、血管内皮細胞などが候補に挙がっていたが、遺伝子組み換えマウスの解析から尿細管間質細胞と判明した。エリスロポエチンは骨髄中の赤芽球系前駆細胞に作用し、赤血球への分化と増殖を促進することが知られている。

## 合成と医療での利用

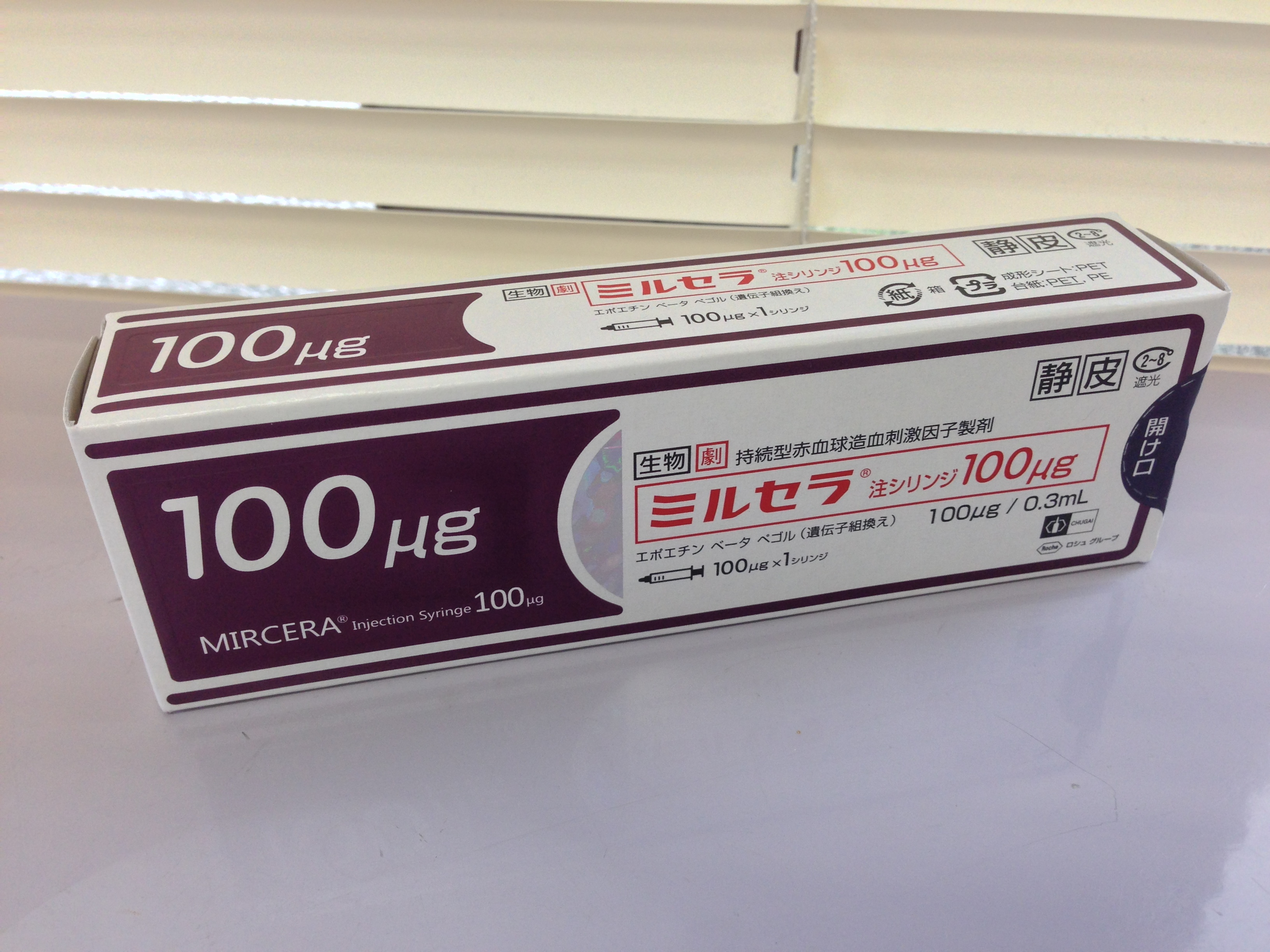
エポエチン ベータ ペゴル

他のタンパク質同様に全合成は困難だったが、2012年にサミュエル・ダニシェフスキーらがネイティブケミカルライゲーションを用い、糖鎖を簡略化した形ではあるが初めて全合成に成功した。これらのエリスロポエチン類似化合物は、赤血球造血刺激因子製剤（ESA）と呼ばれる。医薬品としては、エポエチンアルファ（商品名エスポー）、エポエチンベータ（商品名エポジン）といった遺伝子組換えによるエリスロポエチン製剤があり、腎性貧血に用いられる。日本では保険適応上、腎性貧血および未熟児貧血、手術施行前の自己血貯血にのみ用いられているが、欧米では各種悪性疾患にともなう貧血などにも使用される。エポエチン ベータに直鎖メトキシポリエチレングリコール（PEG）分子を化学的に結合させること(PEG化)で長時間の持続作用を実現した製剤も開発されている(ミルセラ:エポエチン ベータ ペゴル)。

## ドーピング
エリスロポエチン（EPO）は赤血球の増加効果を持つことから、筋肉への酸素供給量を高め持久力を向上させる目的で、長距離系スポーツ（自転車ロードレース、クロスカントリースキーなど）のドーピングに使用されている。1998年のツール・ド・フランスで発覚した複数チームに跨る大規模な組織的ドーピング事件（通称:フェスティナ事件）でその存在が大きく取り上げれることとなった。
しかし、フェスティナ事件当時は体内で自然に生成されたEPOと外部から摂取した合成EPOとを判別する技術が存在しなかったために、EPOは直接規制されていなかった。規制はヘマトクリット値の上限が設定されていただけであり、これだけでは「EPOを使用したドーピングを行った」こと自体は証明されていない（肉体特性としてEPOを使用していなくても平常時のヘマトクリット値が上限近くになる者が存在する為）ことから「ルールとして」のドーピングか否かが問われる事態となり、これ以降の数年間はこの状況に振り回される選手（マルコ・パンターニなど）が現れる始末だった。
21世紀に入り検査法が確立されてもEPOを使用したドーピングが後を絶たなかった。2006年に行われた大規模なドーピング捜査であるオペラシオン・プエルトでは当時のトップ選手数名を含む20名近くがEPOを使用したドーピングを行ったことが明らかになり、2009年にも複数の自転車競技選手からEPOを発展させたCERAが検出された。また2013年1月には、ツール・ド・フランスで7回優勝したランス・アームストロングがオプラ・ウィンフリーとのインタビューで、かつてEPOを使ったドーピングを行なっていたことを認めた。
元来体内に存在する自然物質でその使用の判別が難しいため、ヘマトクリット（血液中に占める血球の容積率）、ヘモグロビン、網状赤血球数などを用いてドーピングのスクリーニングを行っている場合が多い。スクリーニング検査による疑い例は、尿を検体として電気泳動法によって遺伝子組換えEPOを検出している。

## 調節機構
エリスロポエチンの産生は、血液中の酸素分圧によって調節されている。EPOの転写調節機構はいくつか報告されているが、低酸素応答転写因子であるHIF (hypoxia inducible factors) が代表的なものである。HIFは酸素濃度が高いときには分解され、低酸素のときには核内に移行してEPOの転写を促進する。つまり、慢性的な低酸素状態となった時にEPOの産生が促進されるのである。したがって、貧血などでもEPOの産生は促進される。
EPOは赤血球上のエリスロポエチン受容体 (EpoR) に結合し、ヤヌスキナーゼ2（JAK2）を活性化する。このEpoRは多くの骨髄細胞、白血球、末梢・中枢神経に発現しており、Epoに結合することで細胞内のシグナル伝達に関わっている。

## 分子構造
| 分子式   | C809H1301N229O229S5 |
| 分子量   | 18,235.96 |
| 配列構造 | APPRLICDSRVLERYLLEAKEAENITTGCA EHCSLNENITVPDTKVNFYAWKRMEVGQQA VEVWQGLALLSEAVLRGQALLVNSSQPWEP LQLHVDKAVSGKRSKTTLLRALGAQKEAIS PPDAASAAPLRTITADTFRKLFRVYSMFLR GKLKLYTGEACRTGDR |

実際には、24, 38, 83番目の太字の3つのN（アスパラギン）残基にはN結合型糖鎖が、126番目の斜体字のS（セリン）残基にはO結合型糖鎖が付加しており、分子量は遙かに大きい。また、糖鎖を除去するとEPOの活性はなくなる。さらに7と161番目のC（システイン）残基間と29と33番目のシステイン残基間にはジスルフィド結合が形成されている。